# Korporationshaus

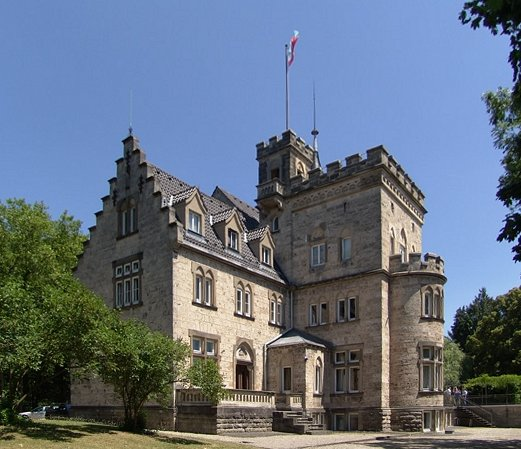
Das Haus des Corps Rhenania Tübingen gilt als das erste als Korporationshaus errichtete Gebäude Deutschlands, Erstbau 1882, Foto 2006

Ein Korporationshaus ist das von einer Studentenverbindung für das Verbindungsleben gebaute oder gekaufte Gebäude. Andere Bezeichnungen sind Verbindungshaus, Bundeshaus oder – bei Corps – Corpshaus. Baltische Studentenverbindungen haben ein Conventsquartier.

## Geschichte

Vom Kneiplokal (links: Schwarzer Bär) zum eigenen Verbindungshaus (Exlibris der Burschenschaft Holzminda, Göttingen um 1910)

### Spätes 19. und frühes 20.Jahrhundert

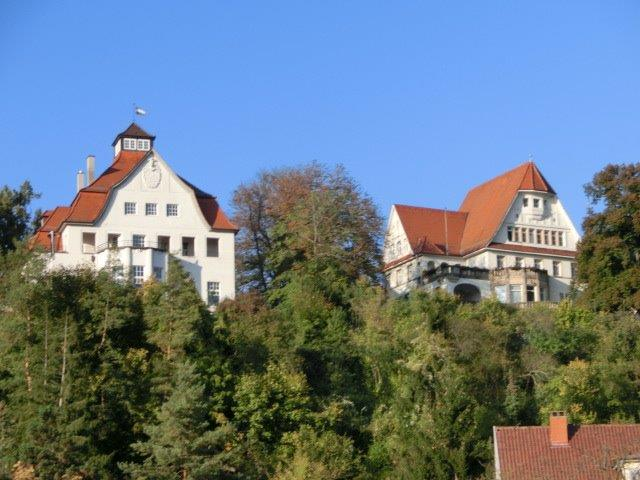
Häuser des Corps Borussia Tübingen (links) und der Akademischen Gesellschaft Stuttgardia, 2013

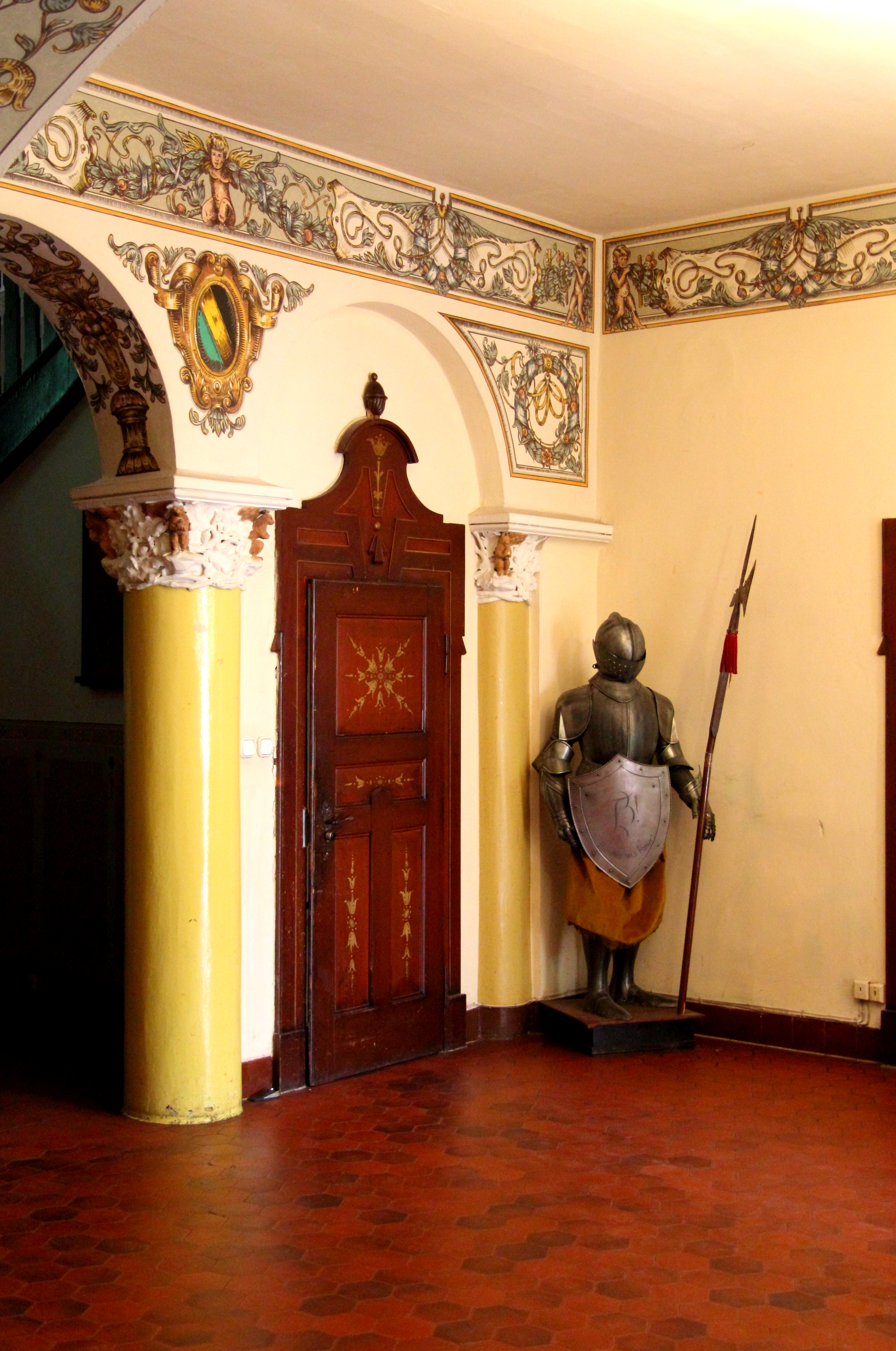
Eingangshalle des Hauses des Corps Baruthia

Während die ersten Verbindungen im heutigen Sinne um das Jahr 1800 entstanden, sind die meisten Korporationshäuser deutlich jünger. Erst in den 1880er Jahren entstanden durch den verstärkten Einsatz der sogenannten Alten Herren, ehemaliger Studenten, die ihrer Verbindung auch nach dem Studium verbunden bleiben, und durch die Bildung von Altherrenvereinen die materiellen Grundlagen für den Erwerb von Immobilien. In der Zeit des Deutschen Kaiserreichs spielten die Verbindungen im Gesellschaftsleben eine große Rolle. Ein repräsentatives Haus bildete den richtigen Rahmen.
Ein weiterer Grund für das Entstehen von Korporationshäusern war auch die zunehmende Zahl der Verbindungen ausgangs des 19. Jahrhunderts. War es zu der Zeit noch üblich, dass sich das Verbindungsleben in den Kneip- und Verbindungslokalen abspielte, so blieb die absolute Zahl der Gaststätten doch hinter der Zahl der Verbindungen zurück. Die Folge war, dass oft mehrere Verbindungen Räume in einer Gastwirtschaft angemietet hatten, was wiederum oft zu Reibereien zwischen ihnen führte, denen man wiederum nicht ausweichen konnte, da ein Umzug in eine andere Gastwirtschaft nicht möglich war. Als Ausweg aus dieser Situation bot sich daher das eigene Verbindungshaus an.

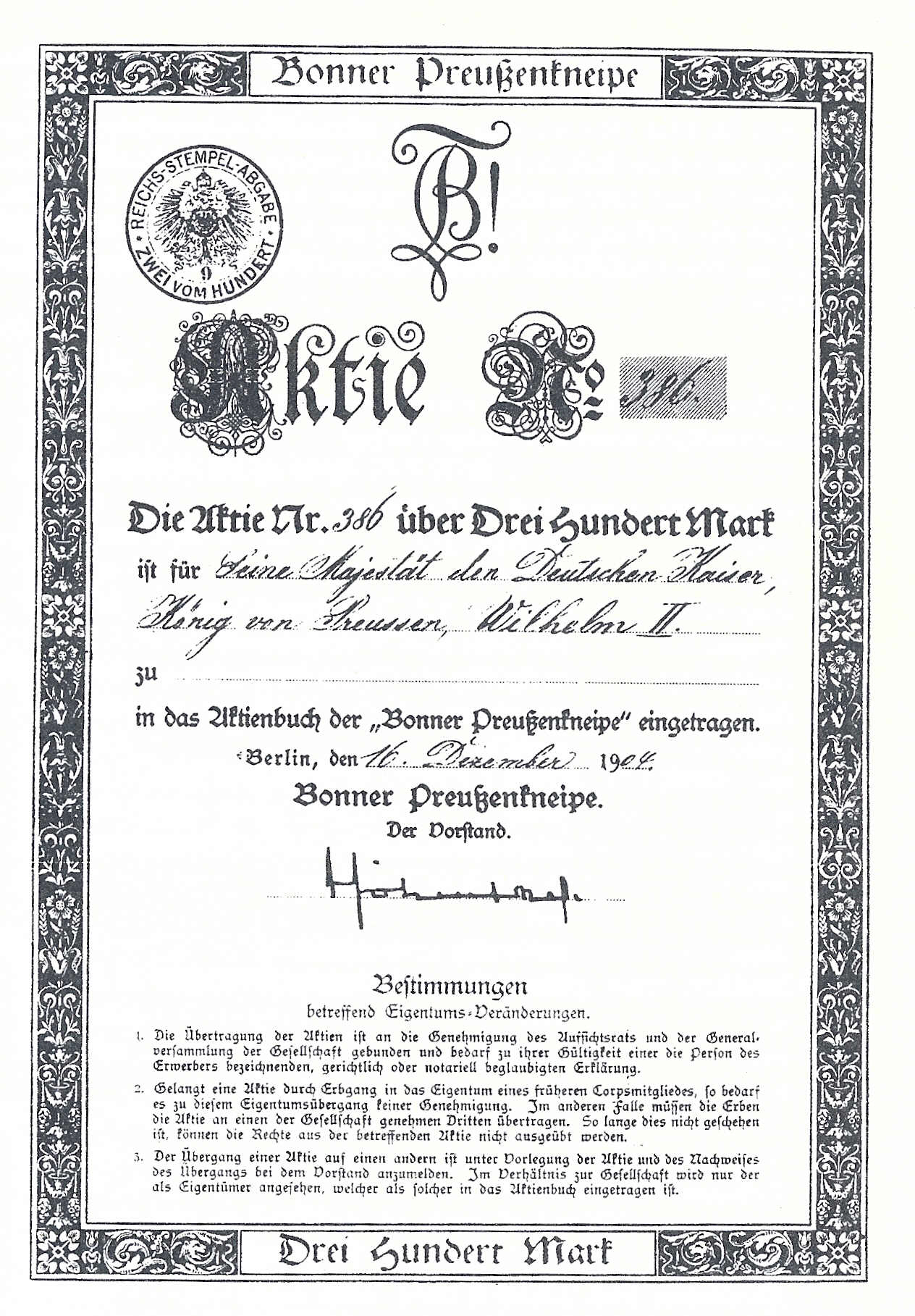
Aktie der Bonner Preußenkneipe, gezeichnet von Wilhelm II.
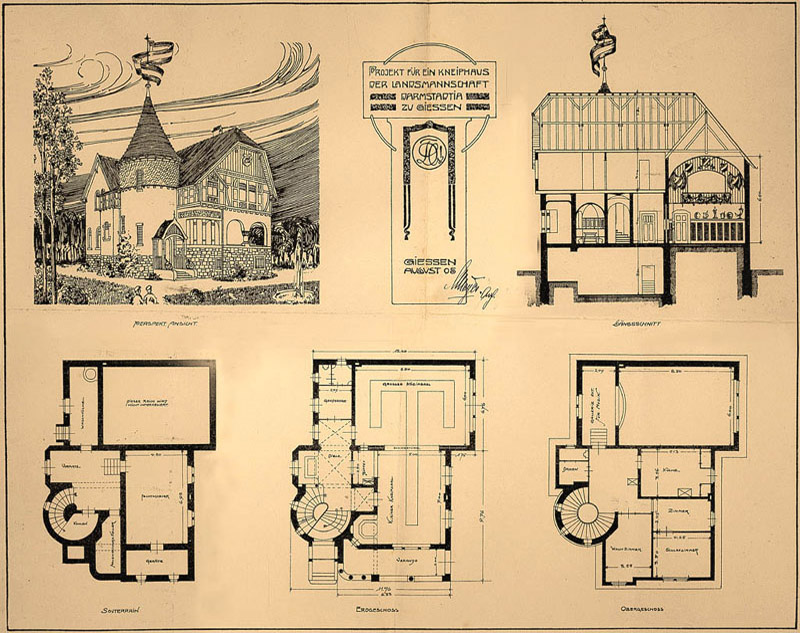
Kneiphausprojekt der Landsmannschaft Darmstadtia Gießen
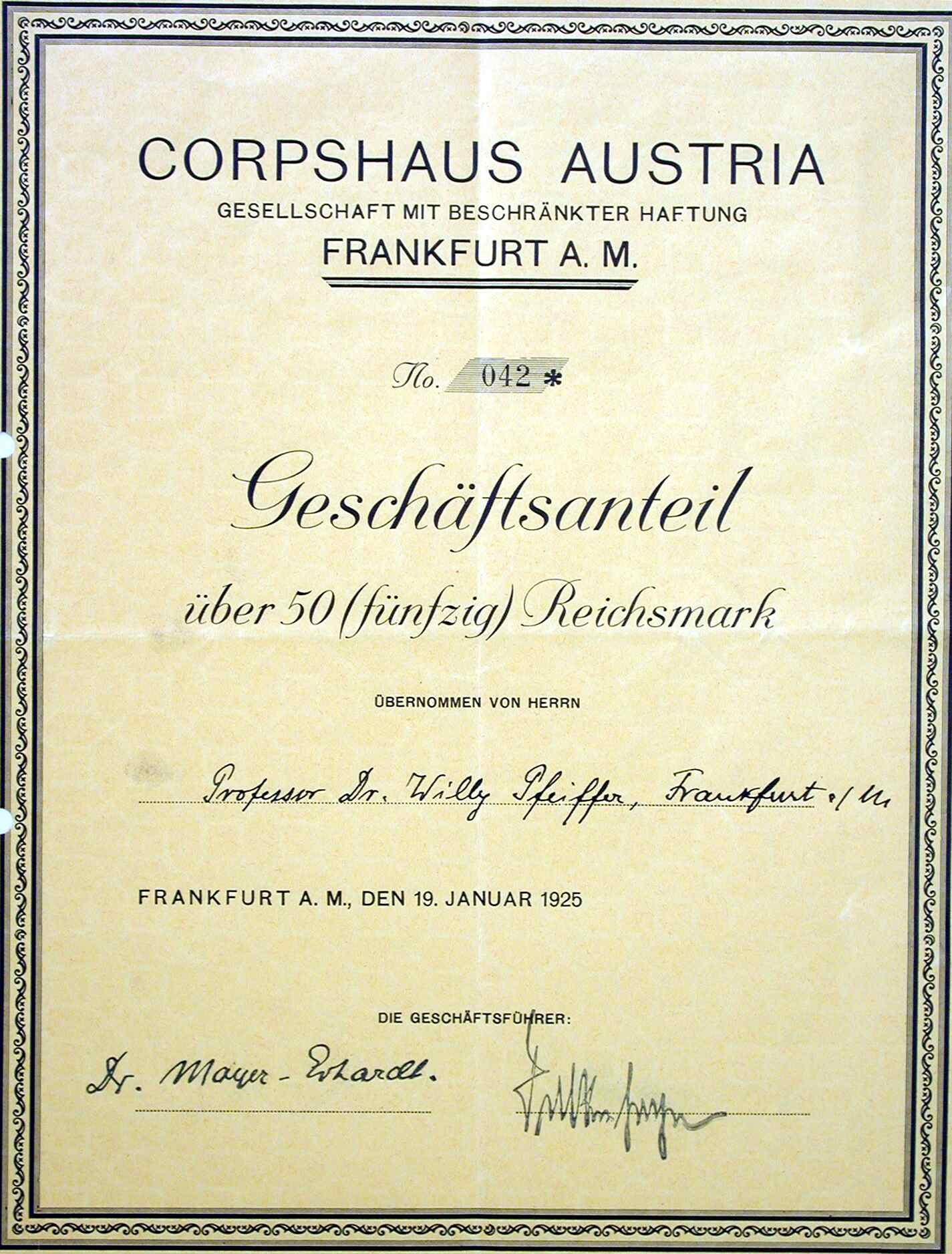
Anteilschein am Haus des Corps Austria Frankfurt am Main

Entsprechend der baugeschichtlichen Entwicklung der Gründerzeit entstanden die ersten Korporationshäuser als Villen in den sich damals entwickelnden neuen Wohngebieten des Bürgertums – erstmals außerhalb der mittelalterlichen Mauern der alten Städte, quasi als „Häuschen im Grünen“ (siehe auch Gartenstadt). In Anbetracht der heutigen städtebaulichen Situation liegen die Häuser vorwiegend in den besten Wohnlagen in unmittelbarer Nähe zur Innenstadt. Entsprechend der Zeit und dem Zeitgeschmack wurden etliche Corpshäuser im Burgenstil als Bierburgen neu errichtet. Extreme Beispiele dieser Bauweise mit gotischen Türmen und Zinnen sind die in den 1890er Jahren entstandenen Corpshäuser von Hannovera und Starkenburgia, wobei das letztere sogar vom  realen Vorbild der Starkenburg beeinflusst wurde.

Hannovera Göttingen
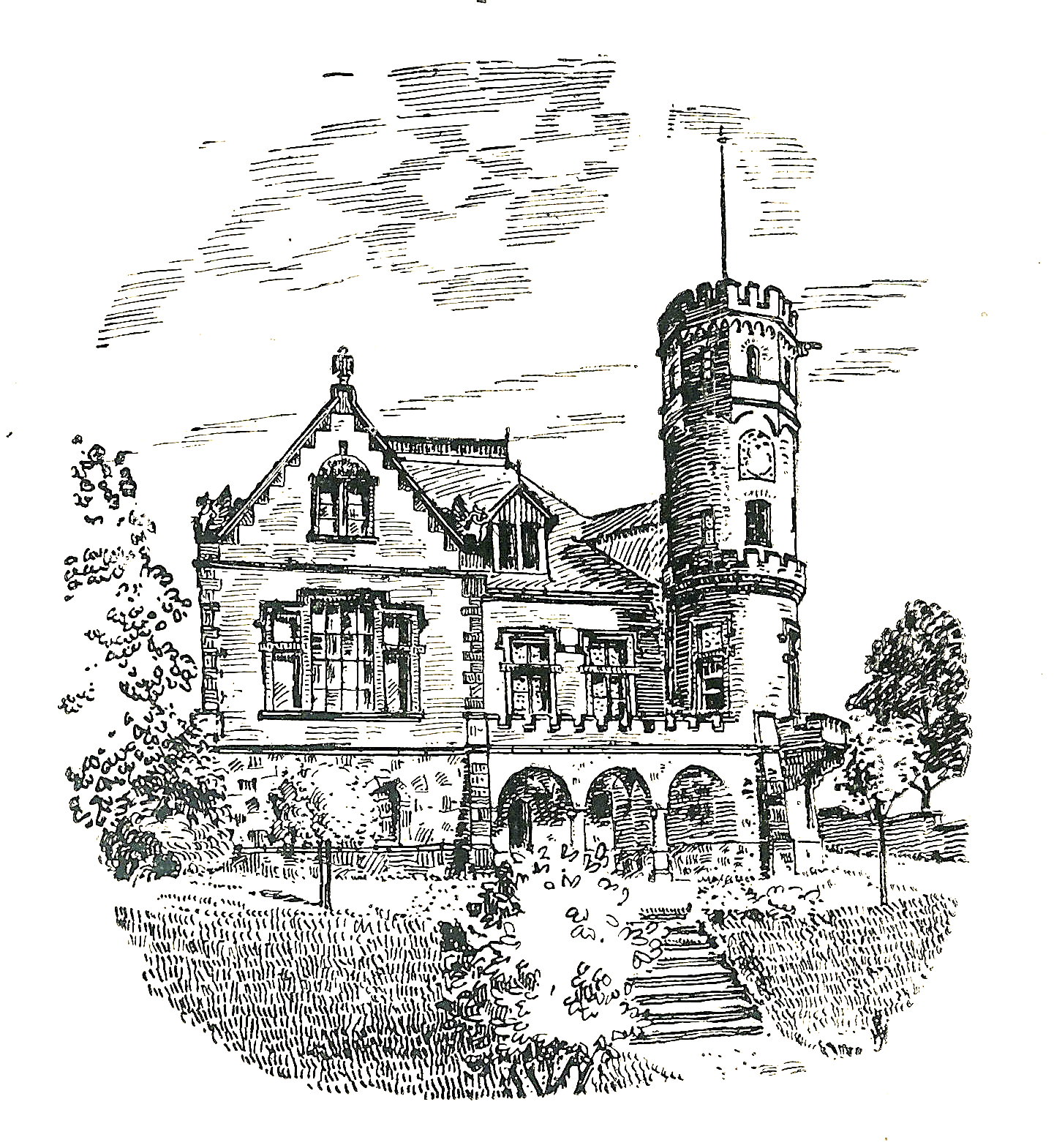
Starkenburgia Gießen
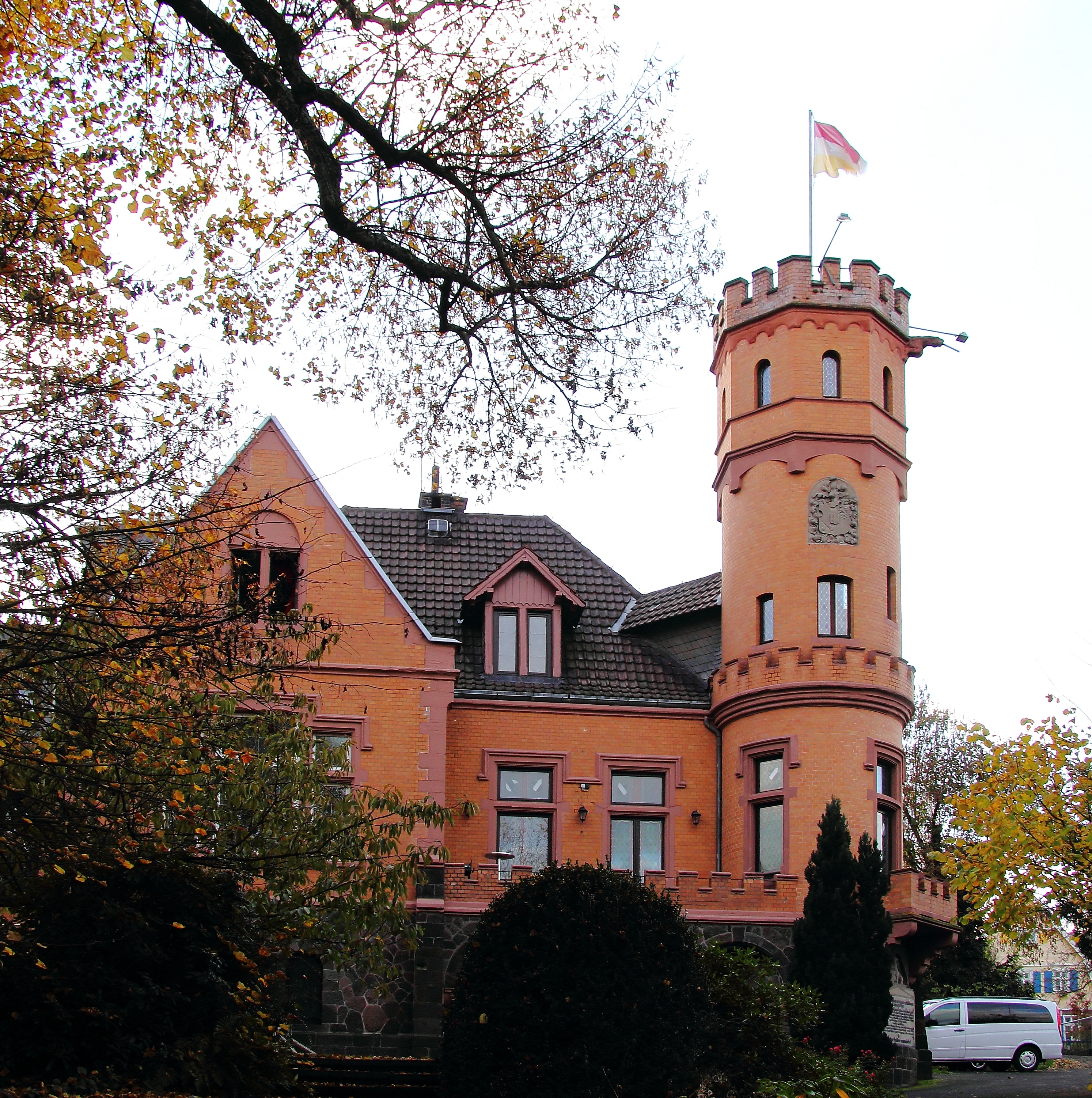
Starkenburgia Gießen

Die Studenten tagten zunächst stets in Kneipen der Universitätsstadt, mit deren Wirten sie Nutzungsverträge abschlossen. Die Schaffung eigener „Kneipen“ (Corpshäuser) für die Aktiven begann in Marburg. 1862 erwarb ein Alter Herr für sein Corps Teutonia Marburg ein Wohnhaus. In Heidelberg kaufte ein Alter Herr in den 1870er Jahren für das Corps Saxo-Borussia Heidelberg die Kneipe, in der die Corpsburschen seit Stiftung des Corps 1820 tagten. Das erste Korporationshaus, das in Deutschland architektonisch als solches erbaut wurde, war das 1886 fertiggestellte Haus des Corps Rhenania Tübingen. Ab dem Wintersemester 1882/83 erfolgten Planungen, Grundstückskauf und Bau durch die Aktiven des Corps unter Führung des 1880 recipierten Karl Hermann Siegeneger, dessen Asche in der Westfront des Hauses beigesetzt ist.
Die weitaus meisten Korporationshäuser entstanden zwischen den Jahren 1895 und 1910. Das älteste als Korporationshaus genutzte Haus ist das Auerhaus mit Thomaskapelle in Regensburg; es geht auf das 13. Jahrhundert zurück und gehört der K.D.St.V. Rupertia (CV). Nur wenig jünger ist das Jakobertor in Augsburg: Das im 14. Jahrhundert errichtete Gebäude wird heute von der Burschenschaft Rheno-Palatia gemietet und genutzt. Das Corpshaus der Saxonia Konstanz ist das ehemalige Siechenhaus der Stadt Konstanz und wurde im Jahr 1500 errichtet. Im November 1884 kaufte das Corps Rhenania Würzburg das 1720 für den Würzburger Fürstbischof Christoph Franz von Hutten erbaute Huttenschlösschen (Würzburg), das noch heute als Corpshaus genutzt wird. Das 1753 gebaute Haus des Corps Pomerania-Silesia Bayreuth verfügt ebenfalls über eine große Tradition. Vormals war es als Gaststätte ein Anlaufpunkt für Jagdgesellschaften. Dort verkehrten auch Franz Liszt und Cosima Wagner und saßen gemeinsam am Klavier.
Im Jahr 1913 hatten 91 % der Kösener und 78 % der Weinheimer Corps ein eigenes Haus. Bei den Burschenschaften war das Bild gemischt: So hatten 45 von 66 Mitgliedsbünden der Deutschen Burschenschaft ein eigenes Haus (68 %), aber nur 16 der 35 technischen Burschenschaften des Rüdesheimer Verbandes deutscher Burschenschaften (46 %) und nur 6 der 41 Bünde des österreichischen Dachverbandes Burschenschaft der Ostmark (15 %). Bei den konfessionellen Studentenverbindungen war die Quote beim Kartellverband katholischer deutscher Studentenvereine mit 29 % am höchsten, gefolgt vom Schwarzburgbund (25 %) und dem CV (23,5 %). Am geringsten war die Rate beim Unitas-Verband, bei dem damals nur eine einzige der 20 Mitgliedsverbindungen ein eigenes Haus besaß.

### Zeit des Nationalsozialismus

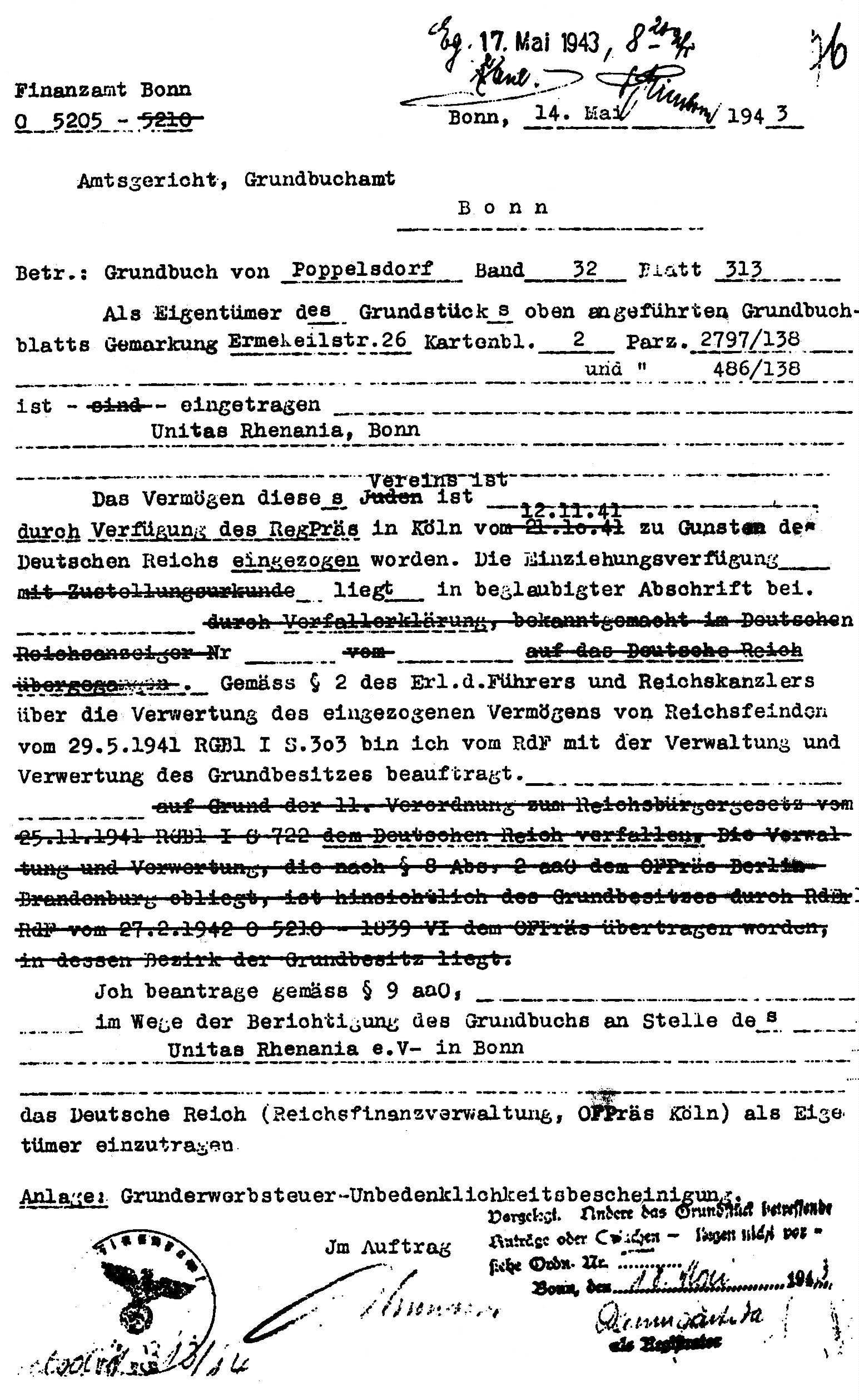
Anweisung zur Enteignung des Hauses der Unitas Rhenania Bonn, 1943

Die Gleichschaltung in der Zeit des Nationalsozialismus zwang die Verbindungen zur Aufgabe ihrer Häuser. Nach dem Anschluss Österreichs und im Protektorat Böhmen und Mähren fielen viele Häuser an Kameradschaften des Nationalsozialistischen Deutschen Studentenbundes, der sie als Studentenwohnheime und Schulungsräume nutzte. Etliche Korporationen wurden enteignet oder verzögerten die Übertragung mit juristischen Mitteln.
Max Blunck, Führer des deutschen Corpsstudententums, meinte:

„Unter Corpskameradschaftshaus ist das Zusammenwohnen der ersten und zweiten Semester unter der Führung des Seniors verstanden, und zwar in schlichter und etwas militärischer, unbedingt aber hygienischer (!) Form.“

### Nach 1945
Nach dem Zweiten Weltkrieg konnten viele dieser enteigneten Häuser zurückgewonnen werden – zumindest in der Bundesrepublik Deutschland und in Österreich. In den Fällen, in denen die Häuser verkauft oder freiwillig übertragen worden waren, blieb nur die Möglichkeit eines Rückkaufs, soweit der neue Eigentümer verkaufswillig war. Viele Verbindungen – ob in Ost oder West – konnten ihre Häuser aber nicht wiedererlangen und mussten sich neue erwerben, teils moderne Häuser, teils aber auch sehr alte Wohngebäude. Oftmals handelte es sich jedoch um normale Wohnhäuser, die so gut wie möglich an die Erfordernisse des Verbindungslebens angepasst wurden; diese Lösung wurde häufig auch bei den in den 1970er Jahren neu gegründeten Universitäten praktiziert, wo keine traditionellen Verbindungshäuser vorhanden waren. Seit den 1990er Jahren werden in Deutschland wieder vereinzelt Korporationshäuser neuerrichtet – auch in den alten Ländern. Der Unterhalt der alten Häuser ist aufgrund ihrer Größe meist sehr aufwendig, wird aber als Teil der Traditionspflege in Kauf genommen. Da die meisten dieser Häuser als Kulturdenkmäler verzeichnet sind, können allerdings Fördermittel der Denkmalpflege in Anspruch genommen werden. Grundsätzlich stellt die Nutzung im ursprünglichen Sinn die beste Möglichkeit für den originalgetreuen Erhalt der Verbindungshäuser dar, bei anderweitiger Verwendung sind oft Umbauten nötig, die den ursprünglichen Charakter verfälschen.

## Nutzung
Korporationshäuser bilden heute den Rahmen für das studentische Leben der Verbindungen. Besonders wichtig ist heute (im Gegensatz zur Planung beim Bau) die Nutzung als Studentenwohnheim – in der Regel für die Mitglieder der Verbindung. Teilweise besteht sogar die Verpflichtung, als aktives Mitglied eine gewisse Zeit auf dem Haus der Verbindung gewohnt zu haben. Generell sind die Mietkosten für Zimmer in Korporationshäusern sehr günstig im Vergleich zu den Mietpreisen von studentischen Unterkünften allgemein.
Ebenfalls von großer Bedeutung ist die Nutzung als Versammlungsgebäude und Veranstaltungsort. Zentrum eines normalen Korporationshauses bilden in der Regel die große und die kleine „Kneipe“, Räume für unterschiedlichste Formen studentischer Veranstaltungen (Kneipe, Kommers etc.). Dazu kommen weitere Wohnräume für das Alltagsleben, eine Bibliothek, Räume für Verwaltung, Schriftverkehr und Archiv sowie Infrastruktur wie Küchen und Vorratsräume.

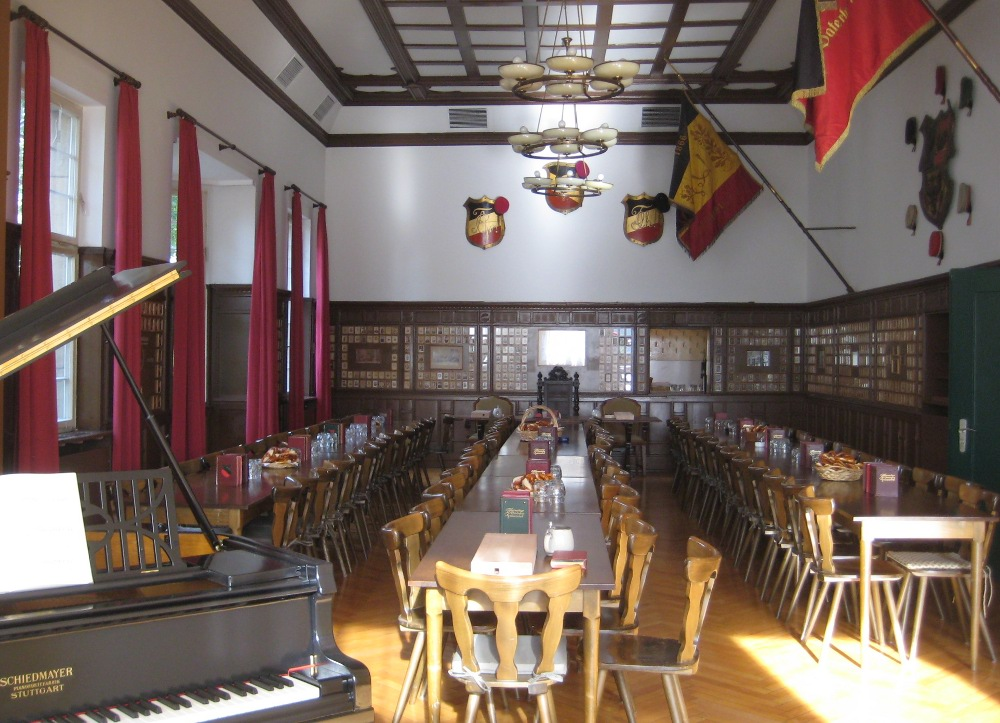
Kneipe, Burschenschaft Alemannia Stuttgart
Damensalon im Haus des Corps Vitruvia München
Kneipe, Corps Hannovera Göttingen

Schlagende Verbindungen benötigen einen Raum für das Pauken und zum Aufbewahren und Pflegen des Paukzeugs. Viele Korporationshäuser haben Einliegerwohnungen für die Haushälterin und/oder den Hausmeister.

## Konstante
Eine Konstante (vor allem in Österreich auch Studentenbude oder kurz Bude) ist ein öffentlicher oder gemieteter Versammlungsraum, in denen sich Mitglieder einer Studentenverbindung treffen, die nicht über ein eigenes Korporationshaus verfügt. Die Konstante kann sowohl eine Wohnung als auch eine Gaststätte sein. Sie dient als Raum für Convente und Kneipen sowie bei schlagenden Verbindungen auch zum Pauken. Die historischen Bezeichnungen waren Kommershaus für gehobene Gaststätten für sehr offizielle Treffen und Kneipe für lockerere Treffen in kleinen Gaststätten. Daraus entwickelten sich auch die Bezeichnungen für die heutigen Veranstaltungen Kommers und Kneipe.

## Sprachliches
In Korporationskreisen heißt es „auf dem Haus“ (abgekürzt „a. d. H.“) an Stelle von „im Haus“. Man sagt also beispielsweise: „ich gehe aufs Haus“ und nicht: „ich gehe zum Haus“. Entsprechendes gilt für die Studentenwohnung, man sagt also nicht „nach Hause“, sondern studentensprachlich „auf Stube“. Diese Bezeichnung wird meist auch im Zusammenhang einer Konstante verwendet, obwohl teils kein ganzes Haus angemietet ist. In Österreich hört und liest man auch die Wendung „am Haus“; bezüglich der Bude wird in Österreich auch „auf die Bude“ verwendet.

Verbindungshäuser
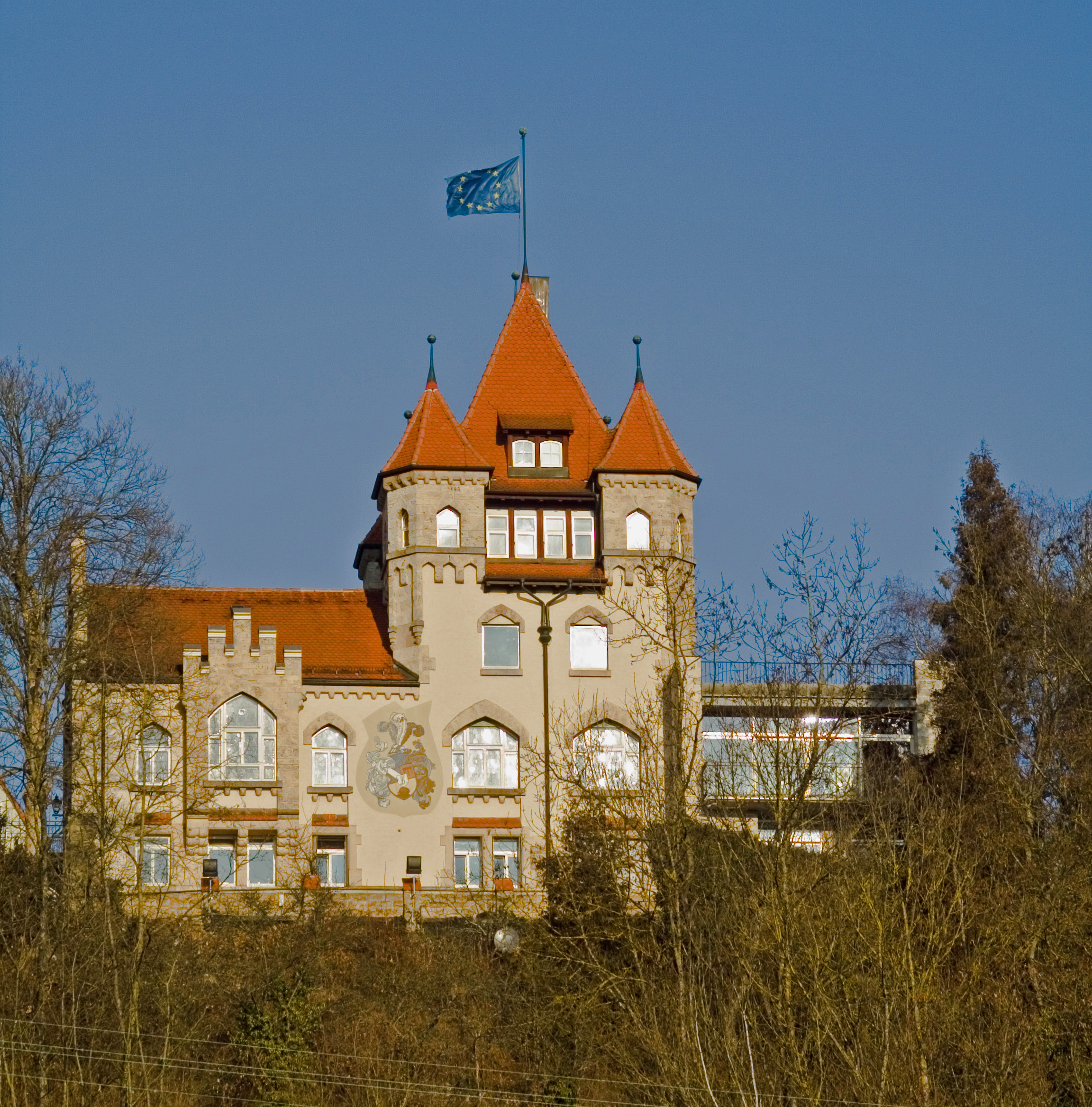
AV Igel Tübingen
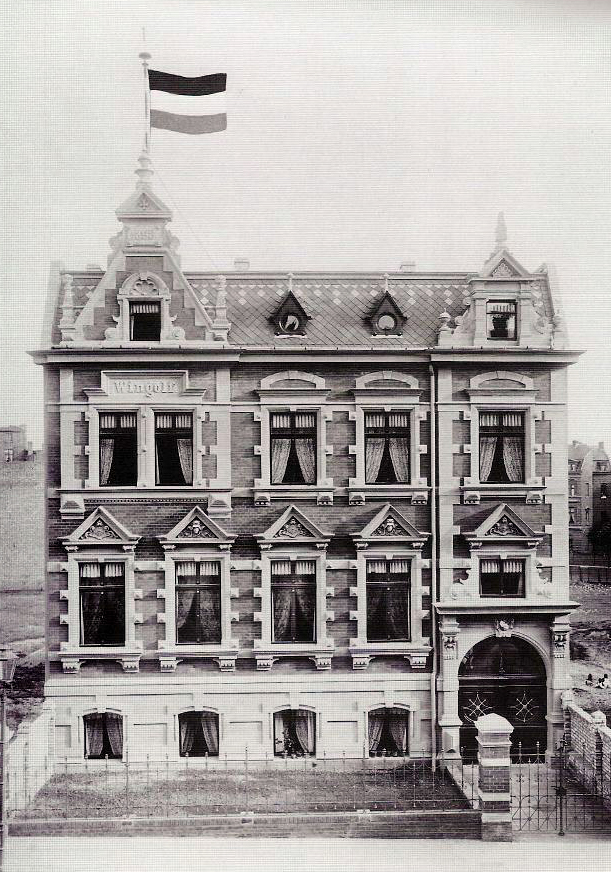
Hallenser Wingolf
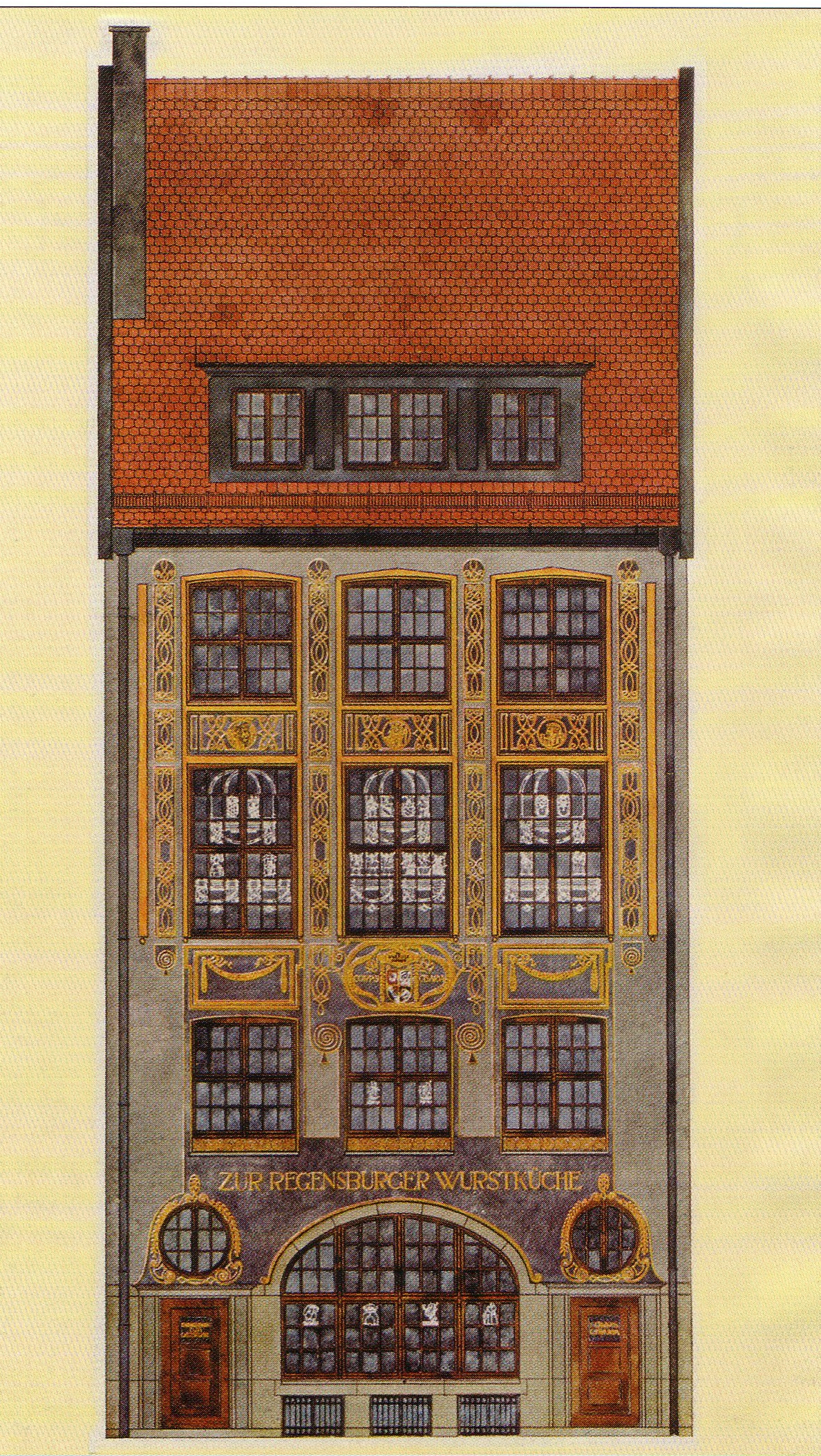
Corps Cisaria (München)
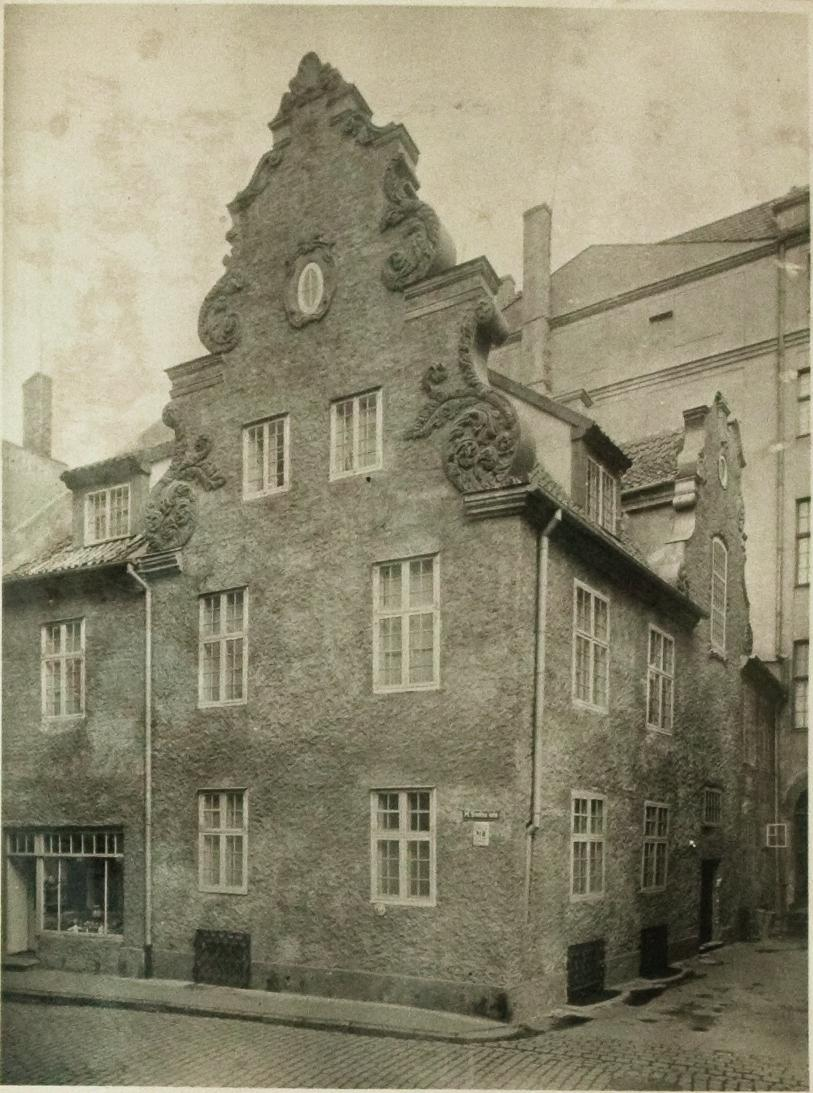
Fraternitas Arctica in der Kleinen Sandstraße 8 in Riga
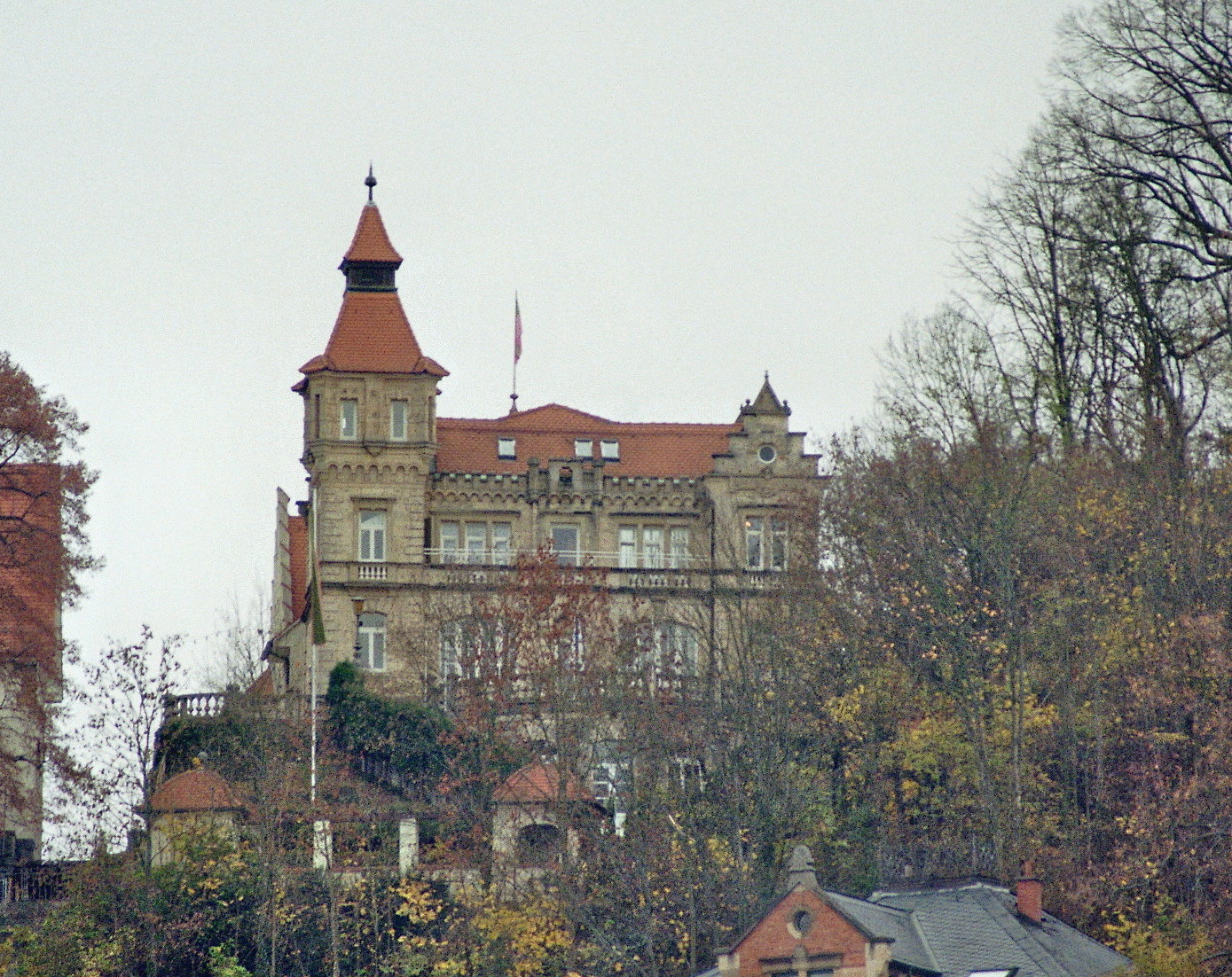
Corps Franconia Tübingen

## USA
Auch bei den US-amerikanischen Fraternities und Sororities ist es üblich ein Haus zu besitzen. Dieses wird als Fraternity House, Sorority House oder kurz als Frat House bezeichnet. Im Unterschied zu den europäischen Korporationen haben diese meist ein Haus direkt auf dem Campus der jeweiligen Universität.

Im Falle der amerikanischen Damenverbindung Chi Omega wurde deren Verbindungshaus in Tallahassee 1978 von dem Serienmörder Ted Bundy heimgesucht. Er attackierte dort in kurzer Zeit vier Studentinnen der Verbindung und ermordete zwei von ihnen, Lisa Levy und Margaret Bowman. Der Mordfall in Florida machte landesweit Schlagzeilen, die hinterlassenen Spuren trugen zur Verhaftung und Verurteilung Bundys mit bei.

Verbindungshäuser
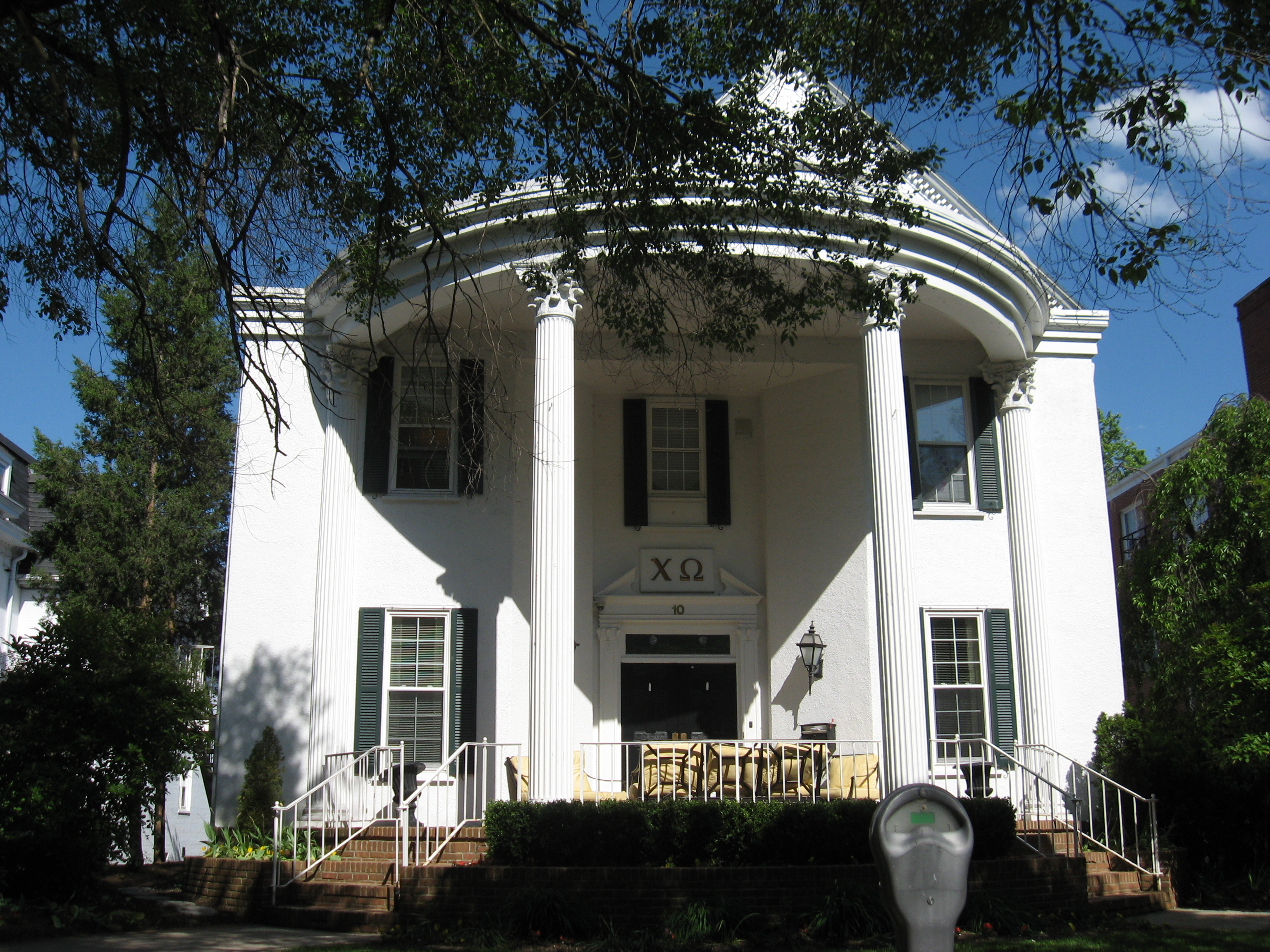
Haus des Chi Omega Chapters an der Ohio University
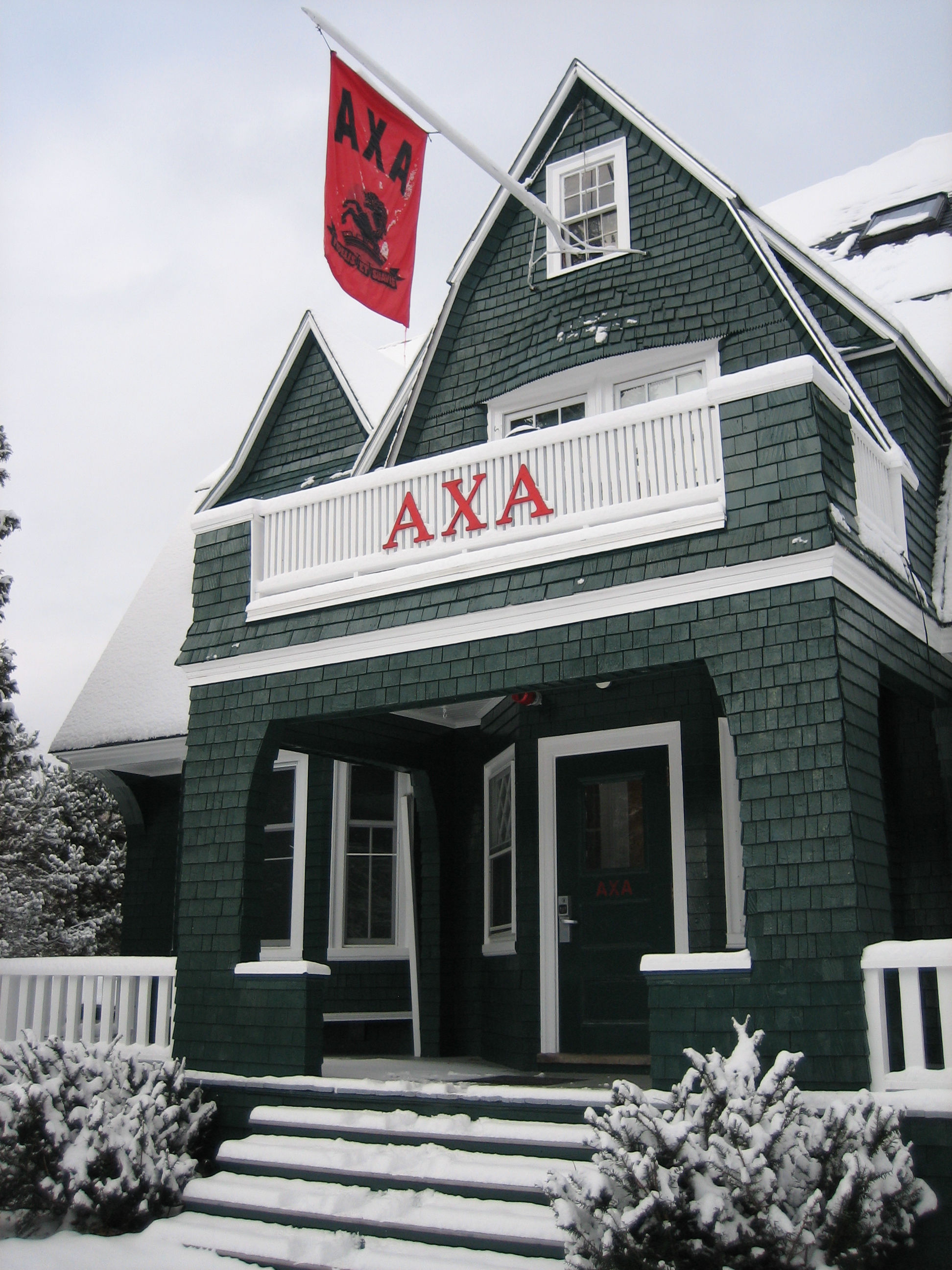
Verbindungshaus der Fraternity Alpha Chi Alpha am Dartmouth College
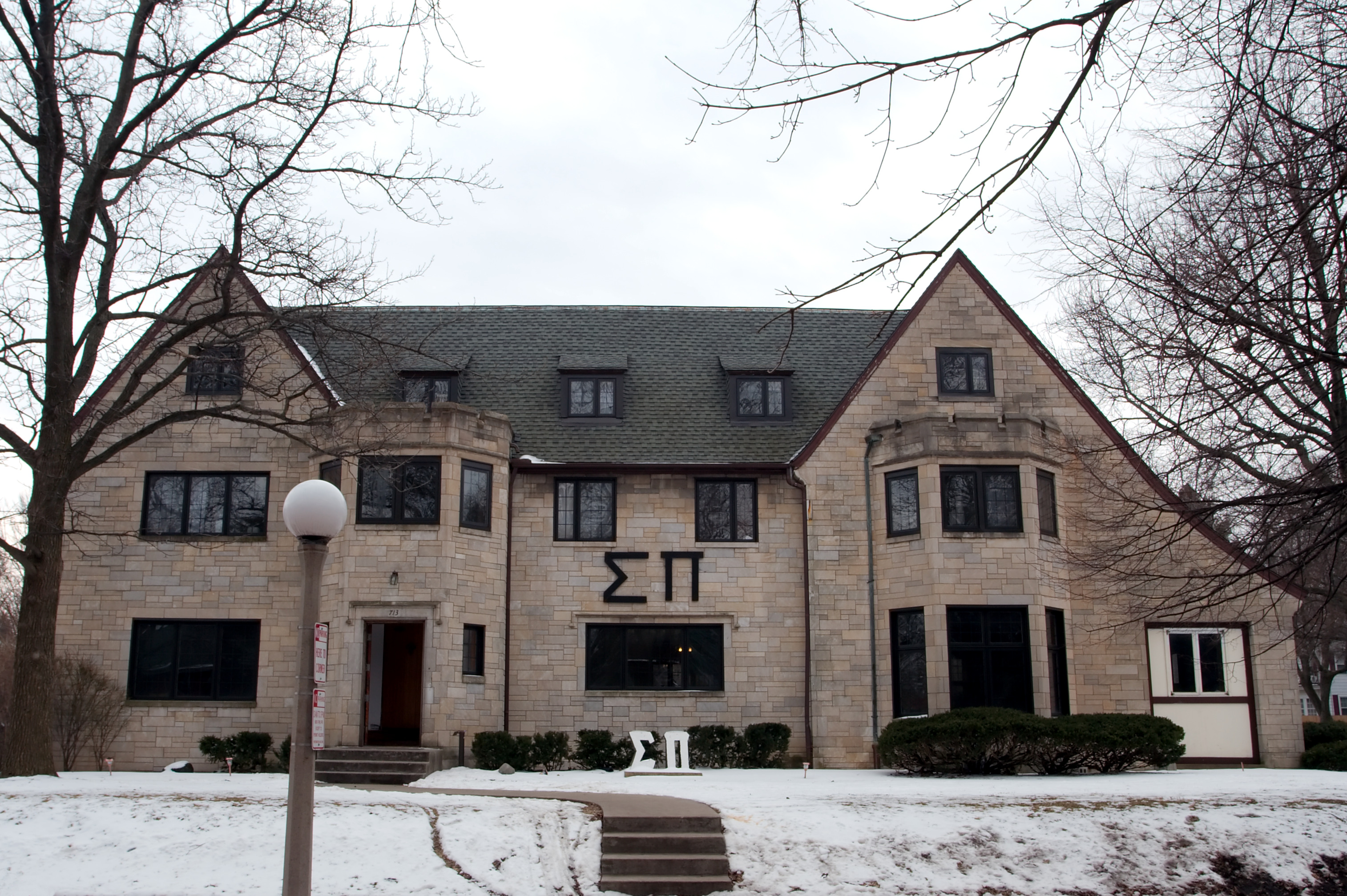
Haus der Fraternity Epsilon Pi Urbana in Illinois
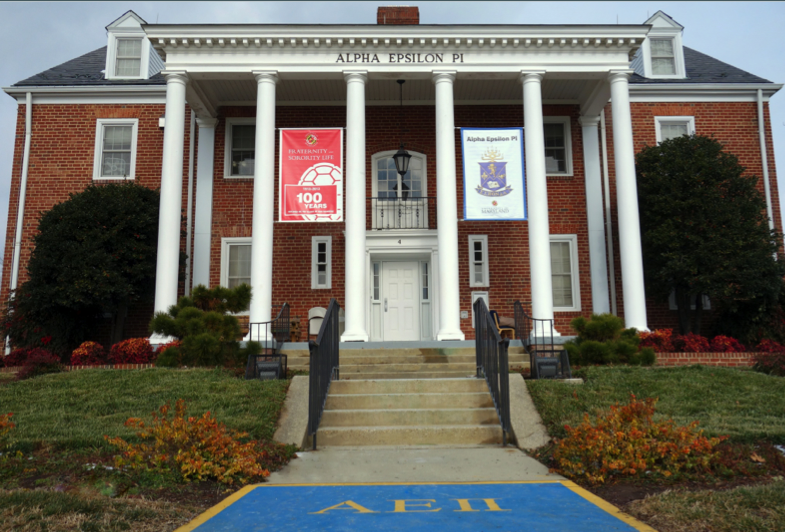
Alpha Epsilon Pi Haus in Maryland
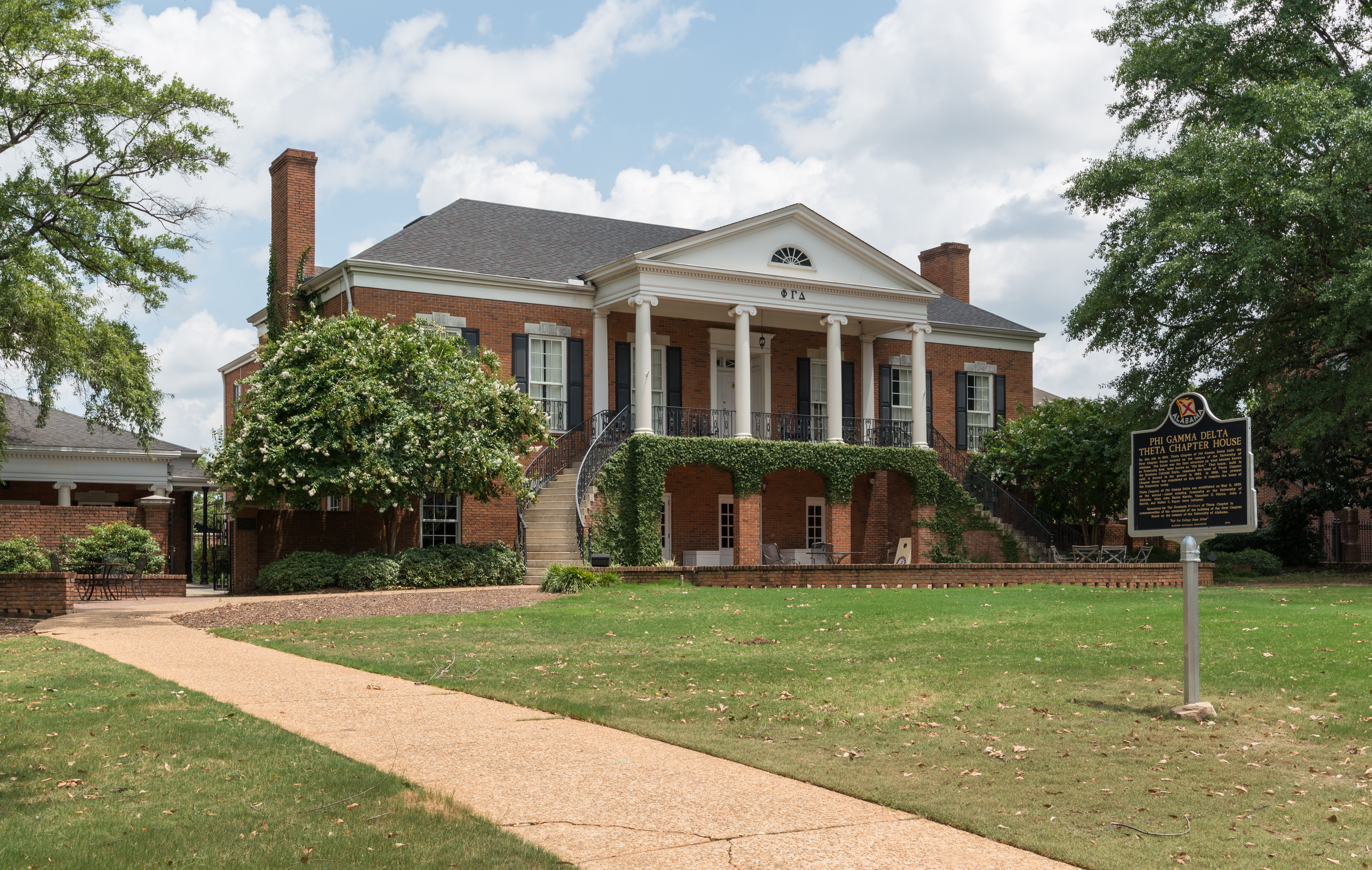
Phi Gamma Delta Fraternity House, Tuscaloosa